# エクストリミス
「エクストリミス」（"Extremis"）は、マーベルコミックスより出版されるコミック作品『アイアンマン』の第4期シリーズで2005年から2006年にかけて6号にわたって展開されたストーリーである。脚本はウォーレン・エリス、イラストはアディ・グラノフである。「エクストリミス」ではアイアンマンの現状が再設定され、彼のアーマーは大幅に強化される。
「エクストリミス」は高い評価を受け、アイアンマンのベストストーリーのひとつとしてしばしば挙げられる。2008年の映画『アイアンマン』やテレビアニメ『アイアンマン ザ・アドベンチャーズ』の第42話「鼓動」は「エクストリミス」の要素が入っており、また2013年の映画『アイアンマン3』の主要な参照元となっている。

## 製作
「エクストリミス」は、アベンジャーズの解散を描いた「Avengers Disassembled」以降では初めてとなるアイアンマンのストーリーである。また、『アイアンマン』誌第4期としても最初のストーリーとなる。
アイアンマンのオリジン（誕生譚）が、湾岸戦争での負傷からアフガニスタンに変更されるといった設定の変更も本ストーリーから行われている。
2013年4月に「エクストリミス」全6話の日本語版がヴィレッジブックスより発売された。翻訳は秋友克也と石川裕人が行った。

## ストーリー
11月7日、テキサス州バストロップの食肉処理場に3人の男が侵入した。そのうちの1人の「マレン」と呼ばれる男に薬物が打ち込まれ、激痛の後に倒れた。やがてマレンの身体に奇妙な変化が訪れて暴れだし、残りの2人は部屋を飛び出して彼を閉じ込めた。
11月9日。コニーアイランドのワークショップでトニー・スタークは秘書のミセス・レニーからの電話で目覚める。スタークは鏡の前に立ち、写った自分の目を嫌いだと述べ、そしてジャーナリストでドキュメンタリー映画『20世紀の亡霊』を撮っているジョン・フィリンガーからのインタビューへ向かった。フィリンガーはスタークがかつて多くの兵器を開発し、スターク自身もアフガニスタンでその武器により負傷し、さらに今もなお世界が兵器によって苦しめられていると主張し、またアイアンマンスーツは兵器ではないかと主張した。スタークはアイアンマンがアベンジャーズを始めとする公共活動に貢献しており、また電子技術革新への貢献や、武器を売った金を医療用品の開発に使っていることを例に挙げて反論し、そしてフィリンガーに「君は何かを変えられたか?」と問いかけた。フィリンガーは「わかりませんね」と答えた。
場面は変わってバストロップの倉庫ではマレンの身体が奇妙な膜に覆われていた。
テキサス州オースティンのフューチャーファーム・コーポレーションのオフィスでエルドリッチ・キリアン博士は遺書を残して拳銃自殺した。遺書を読んだ同僚のマヤ・ハンセンによると、キリアンは同社が開発した新薬「エクストリミス」を盗み、何者かに渡していたのだった。ハンセンはかつての友人のスタークに電話をかけ、ニューヨーク上空を飛行中だった彼はJFK空港にスーツを格納して飛行機でテキサスへ向かった。
再びテキサス州の食肉処理場に2人の男たちが戻ると金属の扉が変形しており、そして膜が無くなって生存しているマレンが発見された。
スタークはテキサス州へ向かう飛行機の中でインターネット会議に参加し、取締役会から会社のCEOとしての責務を問われた。フューチャーファームに到着するとスタークは生体電子学の研究を盗まれたことをハンセンから教えられ、衛星を通してキリアンのハードディスクをハッキングさせた。その後2人は古い友人で師でもあるサル・ケネディのもとへ向かった。
スタークたちがケネディの話を聞いている頃、食肉処理場の3人はFBIのヒューストン支局に到着した。マレンは武装した兵たちを次々と倒し、口から火を吐き、大勢の人々を殺害した。そしてその模様が流されたニュースを見るとスタークはオースティンに車を届けるように命じ、ハンセンと共に出発した。一方、殺戮を終え、バンに戻ったマレンは仲間たちに、「始めただけだ」と伝えた。
飛行中、ハンセンはスタークにエクストリミスのことを説明した。エクストリミスは超人兵士の製造を目的としオリジナルの超人兵士血清に匹敵する効力を持った薬品であり、肉体の修復機能を乗っ取ってあらゆる機能の臓器を作り出せるというものだった。その後スタークはハッカーからの電話を受け、キリアンはエクストリミスを地元の民兵組織に渡したことを知った。スタークは空港へ到着するとアベンジャーズにメッセージを送り、そしてアイアンマンのスーツを身につけた。
バストロップへ戻るバンの中でマレンは、子供時代に家族がATFによって殺害されたことを思い出していた。その上空を飛行中のアイアンマンはリパルサーをバンに発射し、マレンと他2人を切り離して戦いを挑んだ。だがアイアンマンは敗れ、マレンは逃亡してしまう。
スタークはアイアンマンのスーツを着たままフューチャーファームへ空輸され、そこでハンセンの前で素顔を見せて正体を明かした。スタークは傷を癒し、さらにアーマーと脳を直結させて反応速度を上げるため、ハンセンに再調整したエクストリミスを自らに打つように頼んだ。エクストリミスを打ち込まれて眠りに入ったスタークは繭につつまれ、その中でアフガニスタンでテロリストの攻撃を受け、ホ・インセン博士と共に最初のアイアンマン・スーツを開発したときのことを思い出していた。24時間後、スタークは繭の中から目覚めた。エクストリミスの力を手に入れたスタークはアンダーシースを圧縮して体内に格納し、考えるだけでアイアンマンのアーマーを操り、さらに携帯電話や人工衛星にアクセスできるようになっていた。
アーマーを身につけたスタークはマレンが居るワシントンD.C.へと飛んだ。アイアンマンはマレンを殺さないようにして戦うが、マレンは抵抗を続け、首を絞めて殺そうとしてきたため、アイアンマンは彼の胸にリパルサーを放ち、さらに頭部を吹き飛ばして止めを刺した。
殺したくなかったと言うスタークはさらにもう1つの仕事のためにフューチャーファームへと飛んだ。スタークはエクストリミスの保管庫に入るためには2人のキーカードが必要であることに気づき、ハンセンを問い詰めた。スタークは、キリアンとハンセンは試薬をテロリストに渡してアイアンマンと戦うことでエクストリミスの効力を示し、軍からの資金を得ようとしたのだと推理する。ハンセンはエクストリミスの研究を続ければ軍拡を終わらせて、医療革命を起こせたと弁明する。そして連行されていく彼女はスタークは自分と同じ穴の狢であると指摘する。それに対しスタークは、朝洗面台に写る自分の顔を真正面から見られるよう努力すると答えるのだった。

## MCU版
マーベル・シネマティック・ユニバース（MCU）においてのエクストリミスは、ナノマシンとして登場する。

### 概要
マヤ・ハンセンが発明し、“A.I.M.”によって完成させたナノマシン。注射や吸入で被投与者の体内に投与し、その際は激しい苦痛を伴う。普段の外見が投与前と大きく変わることはないものの、被投与者は生体電位をコントロールされることにより、脳の未覚醒部分が活性化し、いずれも高い体温と摂氏3.000度強の高熱を放ち、爪や髪の毛が伸びやすくなり、感情が高ぶると肌と瞳がオレンジ色に光る。しかし、被投与者全てに適応できるナノマシンではなく、適応しなかった者は、体内でエネルギーが暴発し、3.000度以上の高熱を出して半径11m以内のものを全て瞬時に消滅させる人間爆弾となってしまう。適応した被投与者は、後述の“エクストリミス・ソルジャー”と化す。
本来は免疫強化、病気予防、欠損部位の超速再生など、最先端の医療技術を目指して研究されたものだったが、アルドリッチ・キリアンに利用されてしまうこととなる。

### エクストリミス・ソルジャー（Extremis Soldiers）
エクストリミスに適応した被投与者が変貌した強化人間。前述の驚異的な回復能力各種に加え、腕1本で巨漢を投げ飛ばし、“アイアンマン・アーマー”も容易く破壊できる怪力を発揮するなど常人を遥かに上回る身体能力と、高熱を発し操る能力を得られる。
更に相性良く適応した被投与者は口から火炎を吹くことも可能になる。それでも驚異的な回復力を得たとは言え、不死身となる訳ではなく、非常に強力な衝撃を受けたり、一瞬で心臓を跡形もなく撃ち抜かれると、さすがに再生できず死に至る。
また、一度変貌したらこの体質のまま生涯を過ごすことになる訳でなく、トニー・スターク/アイアンマンによって投与前の体質に戻れる治療法が発見されている。

### 主な被投与者・関係者
アルドリッチ・キリアン（Aldrich Killian）
演 - ガイ・ピアース
日本語吹替 - 小原雅人
A.I.M.の創設者にして社長。若くして科学のエキスパートとなった天才で、ことわざ好きで“変人”の父親がいたという。1999年12月31日に、ベルンの技術会議の会場でトニーの熱烈なファンとして彼に自分の研究を紹介しようと声を掛けるが、結局取り付けた待ち合わせの約束を破られて1時間以上も待ちぼうけを食らい、投身自殺まで考えかけた過去がある。また、ペッパー・ポッツの嘗ての仕事仲間であり、彼女に独自の思惑を持つ。
元々は乱れた長髪に眼鏡というギークな容姿で、杖を使う必要があるほど片脚が悪く、吃音気味の青年だったが、投与したエクストリミスの効果で障害を克服して、現在ではペッパーに馴れ馴れしく色目を使う程の二枚目に変貌し、上半身に一対の龍の模様のタトゥーを入れている。エクストリミスとの相性が良く、戦闘技術の訓練も積んでいる様子から、軽快な動きでリパルサーを躱して反撃するなど、エクストリミス・ソルジャーとしての戦闘能力は高い。
トニーに約束を反故とされたことで、彼への復讐心と世の中への憎悪が芽生え、マヤが発明したエクストリミスの研究開発と人体実験をA.I.M.で行い、エクストリミスの適応者はエクストリミス・ソルジャーとして配下に置き、不適応者の爆死は“マンダリン”を演じるトレヴァー・スラッタリーが犯行声明用の電波ジャック映像を流してテロ攻撃だと世間に不安を煽り、それに乗じて各国へ武器を売り捌きA.I.M.を拡大した。そして、西側諸国最高権力者とテロリストを手中に収め、反テロ戦争を引き起こして世界市場を得ることを最終目的として暗躍する。
クリスマスシーズンにスターク社を訪ね、エクストリミス開発の協力をペッパーに申し出たが、拒否されその場を一旦退く。後にトニーと離ればなれになり、マヤを自宅に匿ったペッパーを拉致して、強引にエクストリミスを投与した。
そして捕らえたトニーに、ペッパーの現状と自身の野望を伝えて協力を求めるが受け入れられず、止めに入ったマヤを射殺し、フロリダ沖の埠頭へ向かった。そこでペッパーを人質にし、連行されてきたマシュー・エリスをタンカーの真上に吊るし上げ、彼の抹殺とその様子の電波ジャック放送の準備を進めるが、介入したトニーに阻まれて彼との応戦を余儀なくされた。左腕を切断されることもあったものの、エクストリミスの力で相手のアーマーを壊しながら善戦するが、トニーのアーマーを次々に着替える斬新な戦法と、巧みな口車に決定打を決められず、“マーク42”の自爆攻撃を喰らってしまった。それでも死には至らず、トニーに襲いかかろうとするが、生存していたペッパーからの猛攻を受けて爆死する。
マヤ・ハンセン（Maya Hansen）
演 - レベッカ・ホール
日本語吹替 - 東條加那子
エクストリミスを発明した植物学者兼DNA解析者。シンクタンクの40人の科学者で構成されるチームで、生物のDNAコードを解析する仕事をしている。
トニーとは、1999年の大晦日にベルンの技術会議に参加した際に、エクストリミスの初期研究を紹介しながら一夜だけを共に過ごした関係で、それっきり会っていなかった。
トニーの軽い物言いや態度にすかさずギャグで返す茶目っ気に富む女性であり、当初は再生医療研究のためエクストリミス開発に打ち込んでいたが、研究資金を援助するという条件で、A.I.M.にエクストリミスを提供してしまい、キリアンに従うこととなった。
マンダリンを挑発したトニーにすぐ逃げるよう、スターク邸に警告しにやって来るが、爆撃に巻き込まれた。難を逃れてペッパーに保護され、彼女に自分はキリアンとマンダリンに繋がりがあると打ち明けるが、キリアンに見つかり、ペッパーが彼に拉致されるきっかけを結果的に作ってしまい、キリアンの下に戻ることとなった。
後に捕縛されたトニーの前に現れ、キリアンへの協力を止めるよう説得されるものの応えなかった。しかしキリアンがトニーを痛めつけようとした際には良心の呵責を感じ、エクストリミス研究を握る自分がいなくなったらどうなるかと自害しようとする姿を見せ付けてキリアンを止めようとした。だが結局、彼に躊躇なく撃たれ息を引き取る。
エレン・ブラント（Ellen Brandt）
演 - ステファニー・ショスタク
日本語吹替 - 山崎美貴
エクストリミス・ソルジャー。元は左前腕を欠損した身体障害者だったが、A.I.M.の実験で投与されたエクストリミスに適応し、キリアンの手先となった。左頬に何かしらの傷跡がある。一見穏やかそうだが、敵対する姿勢を見せる者を妖しい笑みを見せながら容赦無く抹殺する血の気が多い女性である。
エクストリミスの不適応者の母親であるディヴィス夫人を始末する目的で“ローズヒル”の酒場前に現れ、入店する直前のトニーに手袋を拾われ髪型を褒められるが、ディヴィス夫人から機密ファイルを受け取ったトニーに国土安保省の役員を装って再度接触し、言い掛かりを付けてきた保安官らを難なく手に掛けて、トニーと肉弾戦を展開した。
エクストリミスの力を活かしてアーマーの無いトニーを苦戦させたが、トニーがキッチンのガスと電子レンジで起こした大爆発で吹き飛んで絶命し、その亡骸は電線に引っかかる。
エリック・サヴィン（Eric Savin）
演 - ジェームズ・バッジ・デール
日本語吹替 - 桐本琢也
キリアンの腹心を務めるエクストリミス・ソルジャー。かつて爆発に巻き込まれて脚を失った過去があり、被験者としてエクストリミスを投与されたことで脚が再生し、現在に至る。気取り屋で、スターク社を訪れた際に来客用の椅子にだらし無く腰掛けながら待機し、ハッピー・ホーガンからバッジを付けるよう注意されても従わずに揶揄うなど、太々しい性格の持ち主。
スターク社をキリアンと訪ねた後に、チャイニーズ・シアターでジャック・タガートと取引を交わし、その場を後にしようとしたが、尾行してその場を目撃したハッピーに襲いかかり、タガートの爆死に巻き込まれた。しかし、致命傷には至らず回復しつつシアターから姿を消した。
その後武装ヘリを操縦し、スターク邸を攻撃・破壊するも、トニーを始末したと誤認して撤退。ローズヒルではブラントと行動を共にし、トニーを発見して給水塔を倒したり、ハーレイを人質にとるなどして追い詰めるが、ハーレイとトニーに不意を突かれ、乗ってきた自動車も奪われて逃走を許してしまった。
ジェームズ・“ローディ”・ローズ/ウォーマシンが捕まると、強奪した“アイアン・パトリオット”をキリアンの指示で着用し、エリスの前に現れ、彼や周囲の面々に自身をローディと思い込ませ、大統領専用機に潜入することに成功。専用機が離陸すると、エリスのSPたちを蹴散らし、正体を表してエリスをパトリオットに押し込んでフロリダ沖まで飛ばし、自身も脱出準備をするが、そこに現れたマーク42と交戦し互角に渡り合い、捕縛していた乗務員13人を機外へ吹き飛ばすものの、マーク42の至近距離からのユニ・ビームで心臓を撃ち抜かれて絶命する。
ジャック・タガート（Jack Taggart）
演 - アシュレイ・ハミルトン
日本語吹替 - 山岸治雄
アメリカ陸軍の兵士。被験者としてエクストリミスを投与され、適応したと思っていたが、体調に異変を来たし、チャイニーズ・シアターでサヴィンと安定剤のような物を取引した。だがエクストリミスに適応してなかった身体が限界を迎えて、居合わせたハッピーやサヴィンを巻き込んで爆死する。
チャド・デイヴィス（Chad Davis）
演 - ジェームス・ラックリー
日本語吹替 - 佐藤せつじ
アメリカ陸軍の軍曹。負傷を恐れない兵士になるため、キリアンに被験者となることを志願し、エクストリミスを投与されたが、身体に適応しなかったため、故郷のローズヒルで爆死事件を起こす。ハーレーによると、「彼は頭がいかれて爆弾を作って自爆し、地獄に落ちたから影を残さずに死んだ」と町の人たちには伝わっている。
ペッパー・ポッツ
スターク・インダストリーズCEOにして、トニーの公私ともにおけるパートナー。キリアンに捕われたことでエクストリミスを投与されるが、身体に適応したことでエクストリミス・ソルジャーとなり、その力を活かしてキリアンを打倒。その後は、トニーによって元の体質に戻る。

### 描写
『アイアンマン』では、“エクストリミス”の名称は登場しないものの、描写されたアイアンマンの誕生譚とアーマーは原作コミックスの『エクストリミス』のそれと酷似している。『エクストリミス』の作画のアディ・グラノフが雇われ、彼は映画のアイアンマンの最終バージョンをデザインした。『アイアンマン』のDVDでは「Extremis and Beyond」が特別映像として収録された。
『アイアンマン3』
本作のストーリーは、原作コミックスの『エクストリミス』が基となっており、ナノマシンとしてのエクストリミスと、その被投与者・関係者が登場する。キリアンの主導で、彼の野望達成のために活動し、この一件に大きく関わったトニー/アイアンマンたち主要キャラクターをも苦しめていったが、トニーたちの活躍でキリアンら多くのエクストリミス・ソルジャーは倒される。
『シャン・チー/テン・リングスの伝説』
本作では、エクストリミス・ソルジャーである本名不明の男性が“ゴールデン・ダガーズ・クラブ”の闘技場の下層レベルで戦う選手として登場。ヘレンを相手に激戦を繰り広げ、試合後には彼女からの手当てを受けている。
『シークレット・インベージョン』
本作では、地球侵略を企むスクラル人の急進派がエクストリミス・ソルジャーのDNA情報を入手しており、急進派の将軍グラヴィクや、スクラル人女性のガイアが、実験装置によってそれを取り込み、エクストリミス・ソルジャーの超能力を得る。
『エージェント・オブ・シールド』第1シーズンでは、“ムカデ計画”の一環にエクストリミスが研究されている言及・描写がある。

## 他のメディア

### テレビアニメ
『アイアンマン ザ・アドベンチャーズ』第42話「鼓動」は「エクストリミス」の要素が含まれている。

### コンピュータゲーム
『MARVEL VS. CAPCOM 3 Fate of Two Worlds』ではエクストリミススーツのアイアンマンが登場する。